# Ереван
Ереван (на арменски: Երևան) е столицата и най-големият град на Армения. Населението му през 2007 г. е 1 107 800 души. Разположен е на река Храздан.
Ереван е водещ индустриален, културен и научен център на кавказкия район. Той е също така сърцето на обширна ж п мрежа и главен търговски център за селскостопански продукти. Освен това индустриите в града се занимават с получаването на метали, металообработващи машини, електрически съоръжения, химикали, текстил и хранителни продукти.
Образователните и културните учреждения в Ереван включват няколко университета, арменската академия на науките, държавен музей няколко библиотеки. Главна туристическа атракция са развалините от османска крепост от 16 век. Летището в Ереван се казва „Звартноц“.

## История
Археологическите изследвания показват, че на мястото на днешен Ереван през 8 век пр.н.е. е съществувала крепостта Ербуни. Оттогава мястото има стратегическо значение за керванските пътища между Европа и Индия. Носи името Ереван поне от 7 век, когато е столица на Армения под персийска власт.
Поради стратегическата важност на Ереван се водят няколко битки за него, като той преминава често от османско в персийско владение и обратно. През 1827 г. е превзет от Русия и формално присъединен към Персия през 1828 г. След Октомврийската революция от 1917 г. Ереван е столица на независима Армения три години, след което през 1920 г. става столица на новообразуваната Съветска социалистическа република Армения. През 1991 г. Ереван става столица на независимата република Армения.

## Култура

### Забележителности
- Има множество паметници
- Ботаническа градина
- Зоологическа градина
- Република (площад), включително танцуващи фонтани
- Къща музей „Арам Хачатурян“, посветена на композитора
- Тумо Център за креативни технологии, безплатно място за изучаване на дигитални медии

## Известни личности
Родени в Ереван
- Ашот Анастасян (р. 1964), шахматист
- Левон Аронян (р. 1982), шахматист
- Карен Асрян (1980 – 2008), шахматист
- Рафаел Ваганян (р. 1951), шахматист
- Аветик Григорян (р. 1989), шахматист
- Арсен Йегиазарян (р. 1970), шахматист
- Арташес Минасян (р. 1967), шахматист
- Григор Аведисян, 25-годишен, македоно-одрински опълченец, V клас, 12 лозенградска дружина[3]
- Лилит Мкъртчан (р. 1982), шахматистка
- Арман Пашикян (р. 1987), шахматист
- Нуне Туманян (р. 1963), скулпторка

Починали в Ереван
- Григор Агаронян (1896 – 1980), скулптор
- Виктор Амбарцумян (1908 – 1996), астроном
- Карен Асрян (1980 – 2008), шахматист
- Вазген I (1908 – 1994), духовник
- Генрих Гаспарян (1910 – 1995), шахматист
- Аведик Исаакян (1875 – 1957), писател

## Побратимени градове
| Град            | Страна     | Година  |
| --------------- | ---------- | ------- |
| София           | България   | От 2008 |
| Москва          | Русия      | От 1995 |
| Ростов на Дон   | Русия      |         |
| Санкт Петербург | Русия      |         |
| Ставропол       | Русия      |         |
| Волгоград       | Русия      | От 1998 |
| Лион            | Франция    |         |
| Ница            | Франция    | От 2007 |
| Марсилия        | Франция    |         |
| Париж           | Франция    | От 1998 |
| Карара          | Италия     | От 1965 |
| Флоренция       | Италия     |         |
| Киев            | Украйна    |         |
| Одеса           | Украйна    |         |
| Лос Анджелис    | САЩ        | От 2006 |
| Венеция         | Италия     |         |
| Буенос Айрес    | Аржентина  |         |
| Сао Пауло       | Бразилия   | От 1999 |
| Монреал         | Канада     |         |
| Атина           | Гърция     |         |
| Братислава      | Словакия   |         |
| Кишинев         | Молдова    |         |
| Минск           | Беларус    |         |
| Подгорица       | Черна гора | От 1974 |
| Тбилиси         | Грузия     |         |
| Бейрут          | Ливан      |         |
| Дамаск          | Сирия      |         |
| Исфахан         | Иран       |         |
| Антананариву    | Мадагаскар |         |